# Bechyně zastávka
Bechyně zastávka – przystanek kolejowy w miejscowości Bechyně, w kraju południowoczeskim, w Czechach. Znajduje się na wysokości 420 m n.p.m.. Znajduje się na prawym brzegu rzeki Lužnice, początkowo stanowiła stację końcową linii z Táboru, ale w okresie międzywojennym wybudowano w Bechyně most drogowo-kolejowy, a za nim stację Bechyně.
Na stacji nie ma możliwości zakupu biletów, a obsługa podróżnych odbywa się w pociągu.

## Linie kolejowe
- 202 Tábor – Bechyně